# 도곡초등학교 죽청분교
도곡초등학교 죽청분교는 전라남도 화순군 도곡면 죽청길 31-2 (죽청리)에 있었던 초등학교 분교이다.

## 연혁
- 1955년 7월 23일 설립인가
- 1955년 9월 5일 도곡국민학교 죽청분교 개교
- 1968년 7월 23일 도곡동국민학교로 승격분리
- 1992년 2월 29일 도곡국민학교 죽청분교로 변경
- 1997년 3월 1일 폐교